# Orgilus immarginatus
Orgilus immarginatus är en stekelart som beskrevs av Muesebeck 1970. Orgilus immarginatus ingår i släktet Orgilus och familjen bracksteklar. Inga underarter finns listade i Catalogue of Life.